# Deltahead

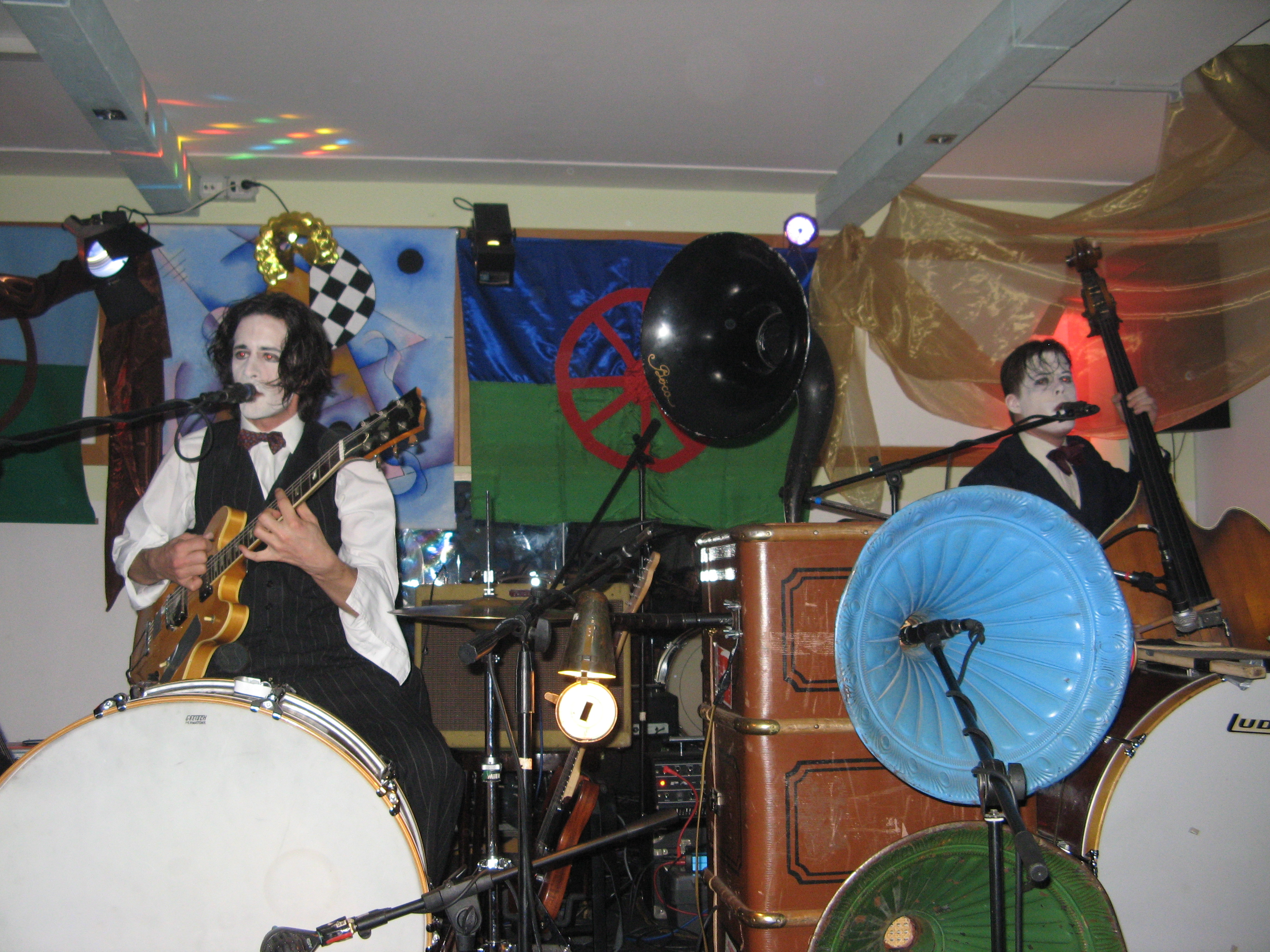
Deltahead, 2007.

Deltahead är en svensk musikgrupp från Stockholm som ofta beskrivs som "två enmansorkestrar som slagit ihop sig och bildat en duo". Duon består av David Tallroth och Benjamin Quigley.
Musiken kan närmast beskrivas som punkblues som spelas på slide-gitarr, stå-bas, var sin bastrumma och ibland även tvättbräda.
2006 släppte gruppen sitt första fullängdsalbum och sedan dess har de turnerat mycket, framför allt i Europa.
Benjamin Quigley har även spelat bas på Joakim Thåströms Skebokvarnsv. 209.

## Diskografi
- 2004 – Peace & Junk & Drums (maxisingel)
- 2005 – Don't Move To Finland (singel)
- 2006 – Deltahead (album)